# (457743) Balklavs
(457743) Balklavs est un astéroïde de la ceinture principale.

## Description
(457743) Balklavs est un astéroïde de la ceinture principale. Il fut découvert le 18 avril 2009 à Baldone par Kazimieras Černis et Ilgmārs Eglītis. Il présente une orbite caractérisée par un demi-grand axe de 2,42 UA, une excentricité de 0,11 et une inclinaison de 3,5° par rapport à l'écliptique.